# Figuera
|  | Aquest article tracta sobre una planta. Vegeu-ne altres significats a «Figuera (desambiguació)». |

La figuera (ant. figuer) (Ficus carica) és l'arbre que fa les figues.

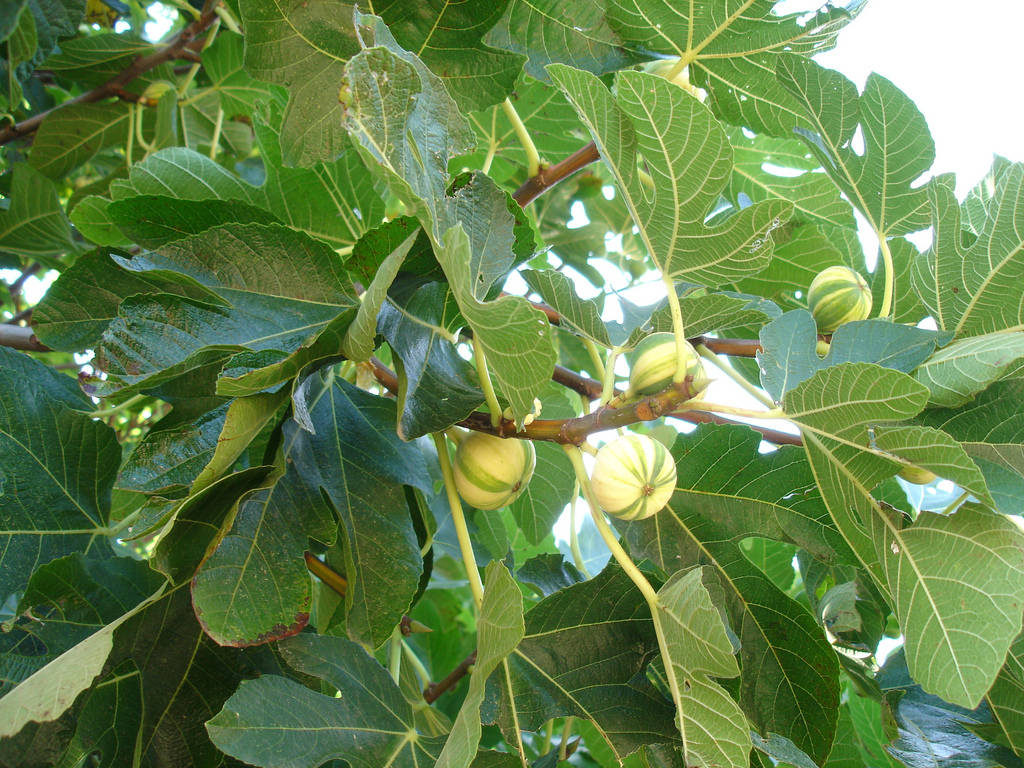
Brancam de la figuera

## Descripció botànica
Arbre de fulla caduca del gènere Ficus, que té més de mil espècies, principalment a les regions càlides i intertropicals.
Ficus carica  és la sola espècie del gènere Ficus que es troba en estat silvestre a Europa.
La figuera és monoica en els individus silvestres, que s'anomenen cabrafigueres o cabrafigues (figueres femelles), i dioica en les races conreades. La cabrafiguera viu a les roques de la regió mediterrània i requereix per a la maduració dels fruits el concurs d'un insecte himenòpter, Blastophaga psenes que penetra dins la inflorescència, on viu i es reprodueix.
De 5 a 10 metres d'alt, té una capçada ampla, fa una flaire característica i conté làtex. L'escorça és grisenca, i les fulles, palmatipartides o de forma variable (les fulles exteriors són més grosses i més simètriques que les interiors).
Hi ha figueres que duen figaflors (figues de la primera flor) i figues pròpiament dites, tardanes (figa de la segona flor), i figueres que solament porten figues.
Floreix del febrer a l'abril, amb flors unisexuals reunides en gran nombre dins un receptacle piriforme, carnós, anomenat en termes botànics siconi (la figa). La figa madura durant l'agost, el setembre i l'octubre. Alguns tipus de figueres, dites bíferes, també fan, a la fi de juny, un fruit anomenat figaflor o bacora.

## Conreu

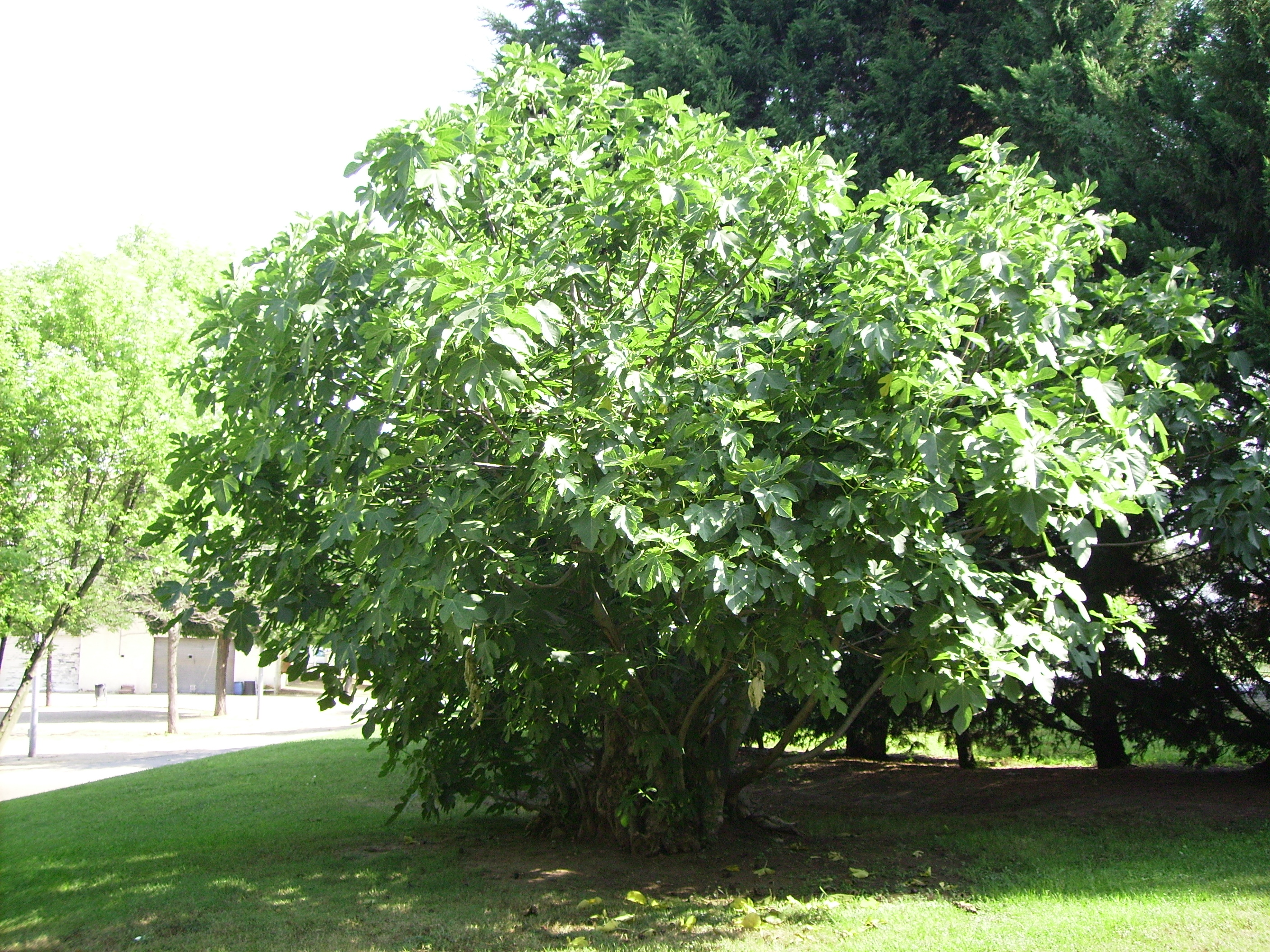
La figuera

Arbre molt rústic i resistent a la secada i a la salinitat. Accepta terres calcàries i lleugerament àcides, i també amb poca fondària, però els millors rendiments resulten amb sòls amb bona capacitat d'emmagatzemar aigua. Sovint es troba com a exemplar isolat, sense formar part de plantacions ordenades. Les figues tenen prou temperatura per a madurar bé fins a la part inferior de la muntanya mitjana. Aprofita molt bé les pluges de tardor típiques del clima mediterrani. En regadiu, es planten en espais enquadrats més amples que la resta de fruiters, per la gran amplada que té la capçada.
La figuera fa molta ombra i moltes males herbes no poden prosperar sota seu. Necessita un adobatge equilibrat en nitrogen, fòsfor i potassa. La collita s'ha de fer amb compte, perquè les branques són fràgils i el fruit és tou i s'esquinça molt fàcilment. Per fer la collita cal molta mà d'obra. Els fruits que es fan a la part exterior de les branques a una alçada inaccessible es cullen fent servir el cóp, badoc o despenjafigues, una utilització curiosa i minoritària de la canya, que permet d'abastar-los sense haver de pujar a dalt de l'arbre. Els ocells en mengen i espatllen moltes figues.

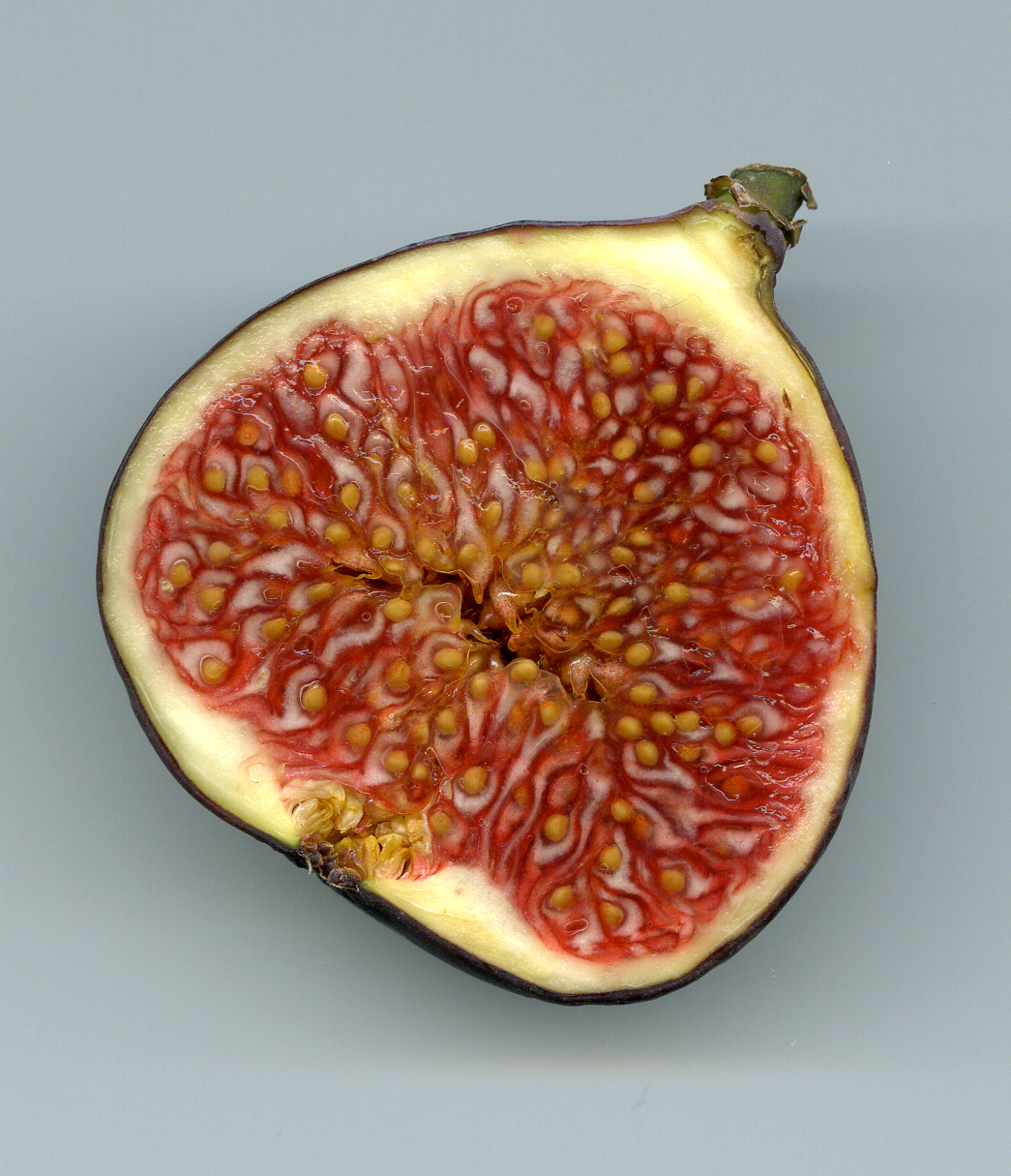
Figa partida per la meitat

Als Països Catalans era, tradicionalment, un dels conreus principals, però avui dia està en regressió, malgrat que encara domina en una gran part del paisatge de la Mallorca septentrional i a la resta del territori es troben figueres pertot arreu.